# Christen Westphal
Christen Westphal (Brecksville, Ohio, Estados Unidos; 2 de septiembre de 1993) es una futbolista estadounidense que juega como defensora para el Portland Thorns FC de la National Women's Soccer League (NWSL) de Estados Unidos.
Westphal se encontraba como jugadora libre al finalizar la temporada 2019 de la NWSL. En 2020 el Portland Thorns adquirió los derechos de la jugadora.

## Estadísticas

### Clubes
| Club               | País           | Año             |
| ------------------ | -------------- | --------------- |
| Boston Breakers    | Estados Unidos | 2016 - 2017     |
| Reign FC           | Estados Unidos | 2018 - 2019     |
| Portland Thorns FC | Estados Unidos | 2020 - 2021     |
| San Diego Wave FC  | Estados Unidos | 2022 - presente |